# Koeneniodes madecassus
Koeneniodes madecassus är en spindeldjursart som beskrevs av Jules Rémy 1950. Koeneniodes madecassus ingår i släktet Koeneniodes och familjen Eukoeneniidae. Inga underarter finns listade i Catalogue of Life.